# Richard Wattis
Richard Wattis est un acteur britannique né le 25 février 1912 à Wednesbury, en Angleterre; et mort le 1er février 1975 à Kensington (Londres).

## Biographie
Il est second lieutenant aux Services secrets britanniques du SOE, pendant la Seconde Guerre mondiale. Il est surtout connu pour ses apparitions, portant ses lunettes rondes à monture épaisse, dans les comédies britanniques des années 1950 et 1960. Dans le film le jour le plus long il incarne un parachutiste comme Red Buttons, qui joue le malheureux soldat John Steele. Le 1er février 1975, Wattis décède d'une crise cardiaque dans un restaurant de Kensington à Londres. D'Alfred Hitchcock à David Lean, de Vivien Leigh à Marilyn Monroe, Richard Wattis est un acteur de personnage fiable qui, quelle que soit la production.

## Filmographie partielle
- 1952 : The Happy Family de Muriel Box
- 1952 : Il importe d'être Constant (The Importance of Being Earnest) d'Anthony Asquith
- 1953 : Week-end à Paris (Innocents in Paris) de Gordon Parry
- 1953 : Sa dernière mission (Appointment in London) de Philip Leacock
- 1954 : Chaussure à son pied (Hobson’s Choice) de David Lean
- 1955 : An Alligator Named Daisy de J. Lee Thompson
- 1955 : Les Indomptables de Colditz (The Colditz Story) de Guy Hamilton
- 1956 : Le Prince et la Danseuse (The Prince and the Showgirl) de Laurence Olivier
- 1956 : Whisky, Vodka et Jupon de fer (The Iron Petticoat) de Ralph Thomas
- 1956 : It's a Wonderful World de Val Guest
- 1956 : Eyewitness de Muriel Box
- 1956 : L'Homme qui en savait trop (The Man Who Knew Too Much) d'Alfred Hitchcock
- 1957 : Le Redoutable Homme des neiges (The Abominable Snowman) de Val Guest
- 1958 : L'Auberge du sixième bonheur (The Inn of The Sixth Happiness) de Mark Robson
- 1959 : La nuit est mon ennemie (Libel) d'Anthony Asquith
- 1959 : Tout près de Satan (Ten Seconds to Hell) de Robert Aldrich
- 1961 : Le Prisonnier récalcitrant (Very Important Person) : Woodcock
- 1962 : Bon voyage ! de James Neilson
- 1962 : Choc en retour (I Thank a Fool) de Robert Stevens
- 1962 : Le Jour le plus long (The Longest Day), de Ken Annakin, Andrew Marton, Bernhard Wicki, Gerd Oswald et Darryl F. Zanuck
- 1963 : Hôtel International (The V.I.P.s) d'Anthony Asquith
- 1963 : Les Filles de l'air (Come Fly with Me) de Henry Levin
- 1965 : Bunny Lake a disparu (Bunny Lake is missing) d'Otto Preminger
- 1965 : La Bataille de la Villa Fiorita (The Battle of the Villa Fiorita) de Delmer Daves
- 1965 : Les Aventures amoureuses de Moll Flanders de Terence Young : le bijoutier
- 1966 : The Legend of Young Dick Turpin
- 1968 : Wonderwall de Joe Massot
- 1968 : Chitty Chitty Bang Bang de Ken Hughes
- 1970 : Gonflés à bloc (Monte Carlo or Bust!) ou Le Rallye de Monte-Carlo de Ken Annakin
- 1970 : Tam Lin (The Ballad Of Tam Lin) de Roddy McDowall

Il apparait dans les séries Destination danger et Le prisonnier.